# Kampene i Hama 1982
Kampene i Hama (arabisk:مجزرة حماة) indtraf i februar 1982, mens Hafez al-Assad regerede i Syrien, da den syriske hær bombede byen Hama for at nedkæmpe et oprør fra Det muslimske broderskab. Amnesty International har skønnet, at mellem 10.000 og 25.000 mennesker blev dræbt i angrebene. Regeringen i Syrien har aldrig givet nogen officiel redegørelse for hvor mange, som blev dræbt.[kilde mangler]

## Baggrund
Syrien havde været dybt involveret i den libanesiske borgerkrig siden 1976 og i Libanonkrigen i 1982. Landet havde et anspændt forhold til Tyrkiet, som mobiliserede sine styrker ved de syriske grænser for at kæmpe mod kurdiske separatister. Tyrkiet anklagede Syrien for at støtte og træne medlemmer af PKK-guerillaen indenfor Tyrkiets grænser. Det muslimske broderskab udnyttede situationen og startede modstand mod Hafez al-Assads styre. Broderskabet anvendte guerillametoder i mange byer og angreb repræsentanter for styret, regeringskontorer og infrastruktur.[kilde mangler] Volden inkluderede mordet på 83 unge, militære kadetter på en militærskole i Aleppo i juni 1979, og tre bilbombesprængninger i Damaskus mellem august og november 1980, som dræbte flere hundrede mennesker.[kilde mangler] I juli 1980 blev medlemskab af Det muslimske broderskab forbudt og straffet med døden, med ratificeringen af Lov nr. 49. I begyndelsen af 1980-erne udførte Det muslimske broderskab en serie bombeangreb mod regeringen og dets repræsentanter, herunder et næsten vellykket forsøg på at myrde præsident Hafez al-Assad, den 26. juni 1980.[kilde mangler] Det skete under et officielt statsbesøg af præsidenten af Mali.[kilde mangler] Præsidenten reddede sig fra beskydning fra en maskinpistol, og han blev reddet af en livvagt, som ofrede sig ved at stoppe en håndgranat, som blev kastet mod ham.[kilde mangler] Hafez al-Assad overlevede med mindre skader.[kilde mangler] Hans reaktion var effektiv og nådesløs. Blot timer senere blev mange hundrede fængslede islamister myrdet i en massakre som blev sat i værk af præsidentens broder Rifaat al-Assad i Tadmor-fængslet.[kilde mangler]
Kravet om hævn voksede i Det muslimske broderskab, og bombeangrebene voksede i frekvens.[kilde mangler] Hændelserne kulminerede med, at de islamistiske aktivister proklamerede den Sunni-dominerede by Hama for "en befriet by" i februar 1982, og opfordrede indbyggerne i Syrien til at gøre modstand mod styret.[kilde mangler]

## Angrebet
Angrebet begyndte omkring klokken 2:00 den 3. februar 1982. En enhed fra hæren gennemsøgte den gamle bydel og fandt gemmestedet for en lokal guerillaleder Umar Jawwad (også kendt som Abu Bakr) og kom under ild. Andre oprørere blev tilkaldt over radio og snigskytter på hustagene dræbte nogen af de syriske soldater. Hæren sendte forstærkninger for at belejre Abu Bakr, som gav ordre om et generelt oprør i Hama. Højtalerne i moskeerne, som ellers blev benyttet for at kalde folk til bøn, blev benyttet til at opfordre til jihad mod Ba'ath, og flere hundrede muslimske oprørere angreb boliger for offentlige tjenestemænd og lokale partiledere i Ba'ath-partiet, erobrede politiposter og militære forsyninger. Om morgenen den 3. februar var omkring 70 ledende partimedlemmer dræbt, og de muslimske oprørere og andre oppositionelle grupper erklærede byen som "befriet" og opfordrede syrerne til at rejse sig mod de "vantro".
Byen blev belejret med omkring 12.000 syriske soldater efter en større mobilisering og samling af de syriske styrker. Før angrebet beordrede den syriske regering, at byen skulle overgive sig og advarede, at alle som blev i byen ville blive betragtet som oprørere. Mange indbyggere flygtede fra Hama, mens kampvogne og tropper bevægede sig ind mod byens udkanter for at starte belejringen. Angrebene blev ledet af Rifaat al-Assad, præsidentens broder.
Kampene varede i tre uger, første uge for at sikre kontrol over byen og de to næste med at lede efter skjulte oprørere. I centrum af byen mødte militæret hård modstand, men efter tre uger med intens artilleri-beskydning kunne styrkerne trænge igennem barrikaderne. De overlevende blev arresterede og udsat for tortur og massehenrettelser.
Ifølge Amnesty International bombede det syriske militær de gamle gader i byen fra luften for at gøre det lettere for de militære grupper og kampvogne at komme ind i de trange gader, hvor også mange hjem blev knust af kampvogne i løbet af de fire første dage af kampene. Det hævdes også, at det syriske militær pumpede giftig gas ind i bygninger, hvor oprørere angivelig skulle have opholdt sig.
Journalisten Robert Fisk, som var i Hama kort tid efter massakren, skønnede dødstallene til op mod 10.000. The New York Times opererede med tal op til 20.000, mens The Syrian Human Rights Committee har skønnet dødstallene til et sted mellem 30.000 og 40.000. Ifølge Thomas Friedmann, skal Rifaat al-Assad, præsidentens broder, have hævdet at have dræbt 38.000 mennesker.

## Efter angrebet
Hama var efter begivenheden en ødelagt by. Før angrebene havde byen nogen turistattraktioner, men disse blev ødelagt under angrebene. Efter slaget flyttede de fleste indbyggerne. Det meste af den gamle bydel blev totalt ødelagt, herunder paladser, moskéer og historiske ruiner.
De fleste medlemmer af Det muslimske broderskab i Syrien flygtede fra landet - hovedsagelig til Jordan, USA, England og Tyskland. Thomas Friedmann påpegede i 2007, at den syriske regering ikke blev truet af muslimske ekstremister efter Hama-konflikten.